# Pedro Luis Ferrer
Pedro Luis Ferrer (Yaguajay, 17 settembre 1952) è un chitarrista, compositore e cantante cubano.
Esponente della seconda generazione della Nueva Trova Cubana, la sua formazione musicale è un misto di intuizione e impegno autodidatta. Ha composto preludii e fughe per pianoforte. Sperimenta la décima, il sonetto, la redondilla e altre forme libere di poesia.

## Discografia
- 1978 – Pedro Luis Ferrer (EGREM)
- 1982 – Debajo de mi voz (EGREM)
- 1984 – En espuma y arena (EGREM)
- 1994 – 100% cubano (Carapacho Productions)
- 1999 – Pedro Luis Ferrer (Caliente Records)
- 2005 – Rústico (Escondida, Ultra Records)
- 2006 – Natural (Escondida, Ultra Records)
- 2011 – Tangible (Escondida, Ultra Records)